# Josep Maria Salvadó i Urpí
Josep Maria Salvadó i Urpí (Tarragona, 5 d'agost de 1955 - Tarragona, 11 d'abril de 2000), era un artista social, va col·laborar en tasques solidàries i voluntàries envers els col·lectius més desafavorits. Va rebre el reconeixement (a títol pòstum) de fill predilecte de la ciutat de Tarragona
Llicenciat en filosofia i Ciències de l'educació, va exercir com a administratiu i de Psicòleg.
En l'àmbit solidari era membre de la Coordinadora d'ONG de Tarragona, membre accionista de la cafeteria oberta a Mataró per la cooperativa indígena mexicana, membre fundador i de la junta directiva de l'Associació per la Cooperació "Tabana", membre de Setem Catalunya, membre de la Coordinadora pel 0,7% a Tarragona, membre del comitè local d'Amnistia Internacional - Grup Tarragona, membre cofundador del Col·lectiu Música per la Pau a Tarragona i membre de la xarxa d'Accions Urgent d'Amnistia Internacional.
En l'àmbit cultural va ser cofundador, productor i actor del Col·lectiu de Teatre Necessari "Trono Villegas", Capità Manaies de la cohort Romana de Tarragona i Dansaire de la Colla Sardanista Joventut Tarragonina de Tarragona.